# 昭关水库
昭关水库是中国安徽省马鞍山市含山县境内的一座水库，位于滁河上，建于1967年。水库正常库容为600万立方米，集雨面积为31平方千米，海拔为25.5米。